# Trädgårdsmästaren
 Trädgårdsmästaren, noto anche col titolo Il giardiniere, è un film svedese del 1912, diretto ed interpretato da Victor Sjöström.

## Trama
Il figlio di un coltivatore di fiori e piante è fidanzato con la figlia di un anziano dipendente del padre. Il coltivatore non vede di buon occhio questa relazione, e trova il modo di allontanare il figlio dal paese, per poi manifestare i propri veri fini molestando sessualmente la ragazza in una serra.
Per di più, in seguito ad un diverbio, il coltivatore licenzia il padre della giovane. Padre e figlia trovano un benefattore in un anziano maggiorente locale, che già conosceva e stimava la ragazza, e, quando, di lì a poco, il padre di lei muore, fa entrare la giovane a servizio presso di sé, finendo col trattarla come una sua propria figlia.
Quando anche il benefattore passa a miglior vita, i suoi parenti, non rispettando le volontà implicite del defunto, cacciano la ragazza, che è trascinata in una vita dissoluta. In un accesso di disperazione, la giovane, un giorno, entra nella serra del coltivatore e distrugge i fiori.
Verrà trovata, morta, nella serra, all’alba.